# 로체샤르산
로체샤르산(영어: Mount Lhotse-Shar, 8,382m)는 세계에서 네 번째로 높은 산인 로체산(8,516m)의 위성봉으로 세계에서 7번째로 높은 봉우리이다. 8,000m가 넘으면서도 흔히 8,000m 이상의 고봉을 의미하는 14좌에는 들지 못하고 있으나, 최근에는 독립봉의 성격이 강하다고 보아 8,505m의 얄룽캉산과 함께 16좌로 일컬어지기도 한다.
대한민국의 산악인인 엄홍길이 2007년 로체샤르산을 등정하여 세계 최초로 14+2좌 완등의 위업을 달성하였다.